# Тейшейра Роша, Нуну Мигел
Ну́ну Миге́л Тейше́йра Ро́ша (порт. Nuno Miguel Monteiro Rocha; род. 25 марта 1992, Прая, Кабо-Верде) — кабо-вердианский футболист, полузащитник сборной Кабо-Верде.

## Клубная карьера
Профессиональную карьеру начал во второй команде португальского «Маритиму», за который с 2011 года в течение трёх сезонов провёл 85 игр, забил 8 голов. За главную команду в сезоне 2013/14 сыграл 15 матчей, 16 февраля 2014 забил свой единственный гол в чемпионате в домашней игре против «Витории» Сетубал. В июне 2014 года перешёл в румынский клуб «Университатя (Крайова)», в составе которого в 92 играх забил 22 мяча, 11 апреля 2017 покинул команду. 7 июня 2017 подписал трёхлетний контракт с клубом российской премьер-лиги «Тосно».

## Карьера в сборной
В сборной Кабо-Верде дебютировал 6 сентября 2014 года в гостевом матче отборочного турнира к Кубку африканских наций против Нигера (3:1). Провёл три матча в финальном турнире. Первый гол забил 13 июня 2015 в домашнем матче против Сан-Томе и Принсипи (7:1) в отборочном турнире к Кубку африканских наций 2017.

## Достижения
«Тосно»
- Обладатель Кубка России: 2017/18